# Стратегия в реално време
Стратегия в реално време (на английски: Real-time strategy, (RTS)) е жанр стратегическа компютърна игра. Терминът е употребен за пръв път в американското списание BYTE през 1982 г., но добива популярност едва в началото на 90-те, след излизането на играта Dune II.

## Процес на играта
Повечето стратегии в реално време имат следния модел:
- Събиране на средства и изграждане на основи (лагери).
- Създаването и разширяването на армията, с цел събиране на нови източници на ресурси.
- Атака на врага, с цел да се ограничи достъпа му до ресурси.